# Heterocerus meridionalis
Heterocerus meridionalis là một loài bọ cánh cứng trong họ Heteroceridae. Loài này được Peringuey miêu tả khoa học đầu tiên năm 1892.